# لوسيوس بيندكت بيك
لوسيوس بيندكت بيك (بالإنجليزية: Lucius Benedict Peck)‏ هو محامي وسياسي أمريكي، ولد في 17 نوفمبر 1802 في واتربوري في الولايات المتحدة، وتوفي في 28 ديسمبر 1866 في لوويل في الولايات المتحدة. حزبياً، نشط في الحزب الديمقراطي. وقد انتخب عضو مجلس نواب فيرمونت وانتخب عضو مجلس النواب الأمريكي.